# John Gotti

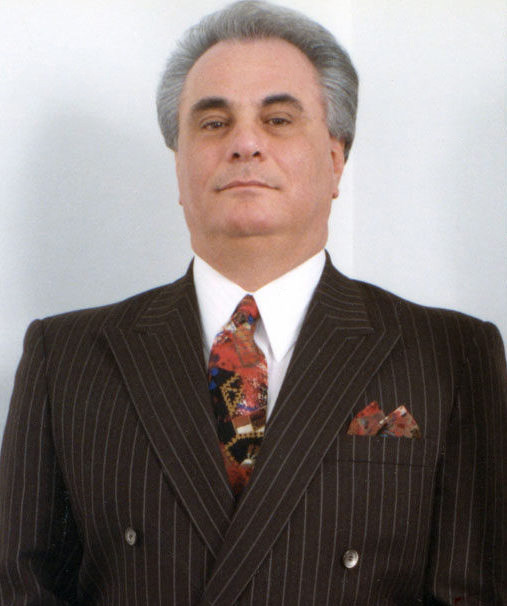
Polizeifoto von John Gotti, aufgenommen am 11. Dezember 1990 vom FBI in New York

John Joseph Gotti (* 27. Oktober 1940 in der Bronx, New York City; † 10. Juni 2002 in Springfield, Missouri) war ein hochrangiger Mobster in New York City und Oberhaupt der Gambino-Familie.
Aufgrund seiner zahlreichen Anklagen wurde er zu einem der bekanntesten Mitglieder der US-amerikanischen Cosa Nostra nach Al Capone. Da diese Anklagen jedoch über lange Zeit nicht zu einer Verurteilung im Sinne der Anklage führten, erhielt er den Spitznamen „Teflon-Don“. Aufgrund seines eleganten Auftretens in der Öffentlichkeit (darunter bei den Gerichtsverhandlungen) mit eleganten Maßanzügen gaben die Medien ihm auch den Spitznamen „Dapper Don“ (der adrette Don).
Er war der erste zeitgenössische Mobster, der in den Medien umfassend präsent war. Er schaffte es auf die Titelseiten von Time, People und New York Times Magazine. Den Prozess, in dessen Verlauf er schließlich verurteilt wurde, kommentierte die Presse regelmäßig in mehreren Kolumnen und seine Beisetzung wurde von zahlreichen Fernsehreportern von Hubschraubern aus gefilmt.

## Leben

### Frühe Jahre
John Gotti war das fünfte von 13 Kindern und wuchs mit ihnen in der Bronx und in Brooklyn, New York City, auf. Schon früh schlug John eine kriminelle Laufbahn ein, worin ihm alle seine Brüder folgten. Geradezu prädestiniert für Verbrecher war dabei der nahegelegene JFK-Flughafen, dessen Zulieferer und Lagerhäuser immer wieder ausgeraubt und bestohlen wurden, wobei oft korrupte Gewerkschafts- und Wachbeamte behilflich waren. 1973 war Gotti an der Ermordung des irischstämmigen Gangsters James McBratney beteiligt und wurde 1974 verhaftet, da ihn ein Augenzeuge identifiziert hatte. Sein Anwalt konnte erwirken, dass er lediglich wegen Beihilfe zum Totschlag verurteilt wurde. Innerhalb der Mafia brachte die Tat Gotti zusätzliches Ansehen ein. Nach 2 Jahren wurde er aus der Haft entlassen und stieg rasch zu einem geachteten Mitglied der Gambino-Familie auf.

### Drogenhandel
Seine Leute, insbesondere sein Bruder Gene, waren alle als Drogenhändler bekannt, was mehrmals zu Konflikten mit Paul Castellano, dem Boss der Familie, führte, der seinen Leuten den Handel mit Heroin und Kokain untersagt und stattdessen der sizilianischen Mafia überlassen hatte, die ihn dafür am Gewinn beteiligte (Pizza Connection). Aniello Dellacroce, Castellanos zweiter Mann, unterstützte hingegen Gotti, er verstarb allerdings im Dezember 1985.
Angesichts der drohenden Gefahr, dass Castellano nun gegen die Überreste der Dellacroce-Gotti-Crew vorgehen könnte, und weil Castellano zu diesem Zeitpunkt viele Gangster gegen sich aufgebracht hatte, ergriff Gotti selbst die Initiative, und plante die Beseitigung seines Bosses. So ließ er Castellano und dessen neu ernannten Stellvertreter Thomas Bilotti, der nach Dellacroces Tod zum neuen Unterboss bestimmt worden war, am 16. Dezember 1985 vor dem Sparks Steak House in Manhattan, wo sich Castellano vermutlich mit John Gotti wegen einer Aussprache treffen wollte, erschießen. Tatkräftige Hilfe bei der Planung erhielt Gotti dabei von den Capos James „Jimmy Brown“ Failla und Frank DeCicco, welche ursprünglich loyal zu Castellano standen, jedoch von Gotti zum Hinterhalt überredet werden konnten, indem er ihre Unzufriedenheit über die Führungsweise Castellanos schürte. Ob Failla wirklich an dem Attentat beteiligt war, ist allerdings unklar.
Beim Anschlag zählte das eigentliche Team vermutlich elf Angreifer. Während Gotti und Sammy Gravano das Attentat aus einem Auto auf der gegenüberliegenden Seite beobachteten, bestand das 4-köpfige hit team vermutlich aus Vincent Artuso, Salvatore „Fat Sally“ Scala, Edward Lino und John Carneglia. Als Rückhalt für eventuelle Probleme standen wahrscheinlich Dominick Pizzonia, Angelo Ruggiero, Joseph Watts, Richard „The Iceman“ Kuklinski und Anthony „Tony Roach“ Rampino bereit. Polizeiquellen vermuten, dass Carneglia die tödlichen Castellano-Schüsse abgegeben hat, während Rampino Thomas Bilotti ermordete. Der Mord ging als „Steakhouse Massacre“ in die Kriminalgeschichte ein.

### Gotti als Pate
John Gotti, der zusätzlich mit einigen unzufriedenen Capos der Familie wie Salvatore Gravano verbündet war, wurde nun einstimmig zu Castellanos Nachfolger ernannt. Er machte DeCicco zum Dank für dessen Beteiligung zu seinem Unterboss und Gravano 1990 zum Consigliere, seinen Bruder Gene beförderte er zum Capo.
Die Art seiner Machtergreifung wurde von den anderen vier Familien (Bonanno, Colombo, Genovese und Lucchese) nicht gerne gesehen; Morde an Führungskräften bedurften eigentlich der Abstimmung innerhalb der Kommission des National Crime Syndicate. Vittorio Amuso, Boss der Lucchese-Familie, sein gefürchteter „Unterboss“ Anthony „Gaspipe“ Casso und Vincent Gigante von der Genovese-Familie planten deshalb Gottis Tod. Am 13. April 1986 wurde Frank DeCicco mit seinem Auto in die Luft gesprengt, Gotti aber verfehlt. Dieser Anschlag löste eine blutige Fehde aus, die zu vielen Toten bei den drei beteiligten Familien führte.
Gottis öffentliches Auftreten, der sich gerne den Zeitungen und im Fernsehen zeigte, steigerte seine Unbeliebtheit in Kreisen der Cosa Nostra, da er die öffentliche Aufmerksamkeit auf die illegalen Aktivitäten der Verbrecher lenkte. Zeitweise ließ Gotti sich fast jeden Abend vor dem Ravenite Club, wo sich seine Leute versammelten, von Reportern filmen, und in vielen kleinen Prozessen stieg sein Bekanntheitsgrad noch, da er die Strafverfolgung immer wieder dazu aufforderte, ihm doch endlich etwas nachzuweisen. Allerdings war es auf diese Weise seinen Gegnern innerhalb der Mafia schwer möglich, ihn unter dieser massiven öffentlichen Beobachtung gewaltsam zu beseitigen.

### Pentiti
Eine der wichtigsten Regeln der Mafia ist die Omertà, d. h. die Schweigepflicht der Mitglieder und Assoziierten. Mobster, die dagegen verstoßen und als Kronzeugen der Justiz auftreten, werden als Pentito (it: Reuiger) bezeichnet.
Durch interne Auseinandersetzungen innerhalb der Lucchese-Familie wurde eine Kettenreaktion in Gang gesetzt, die letztendlich zu einer ganzen Reihe von Pentiti führte: Amuso und Casso hatten ihren Außenposten in New Jersey kaltgestellt, wodurch die betroffenen Mitglieder mit ihrer Ermordung rechnen mussten. Insbesondere Alphonse D’Arco sagte nun vor den Behörden aus, und dadurch wiederum wurde u. a. auch Sammy Gravano verhaftet.
Dieser sagte dann gegen Vincent Gigante, John Gotti und dessen Consigliere Frank LoCascio aus. 1991 wurde Amuso, 1992 John Gotti und 1994 Casso verhaftet und angeklagt. Vincent Gigante wurde zu 12 Jahren Haft verurteilt.
Gravanos Aussage war besonders belastend, und Gotti wurde zu einer lebenslangen Haftstrafe verurteilt; Gravano erhielt zunächst durch das US-amerikanische Zeugenschutzprogramm eine neue Identität in Arizona, bis er erneut inhaftiert wurde.

### Unfalltod seines Sohnes
Am 18. März 1980 überfuhr der Möbelhändler John Favara (51) den damals 12-jährigen Frank Gotti, John Gottis jüngsten Sohn. Favara erhielt daraufhin Morddrohungen, die er aber zunächst nicht ernst nahm. Vier Monate später im Juli 1980 wurde er von mehreren Männern abgefangen, unter anderem in die Beine geschossen und fortgebracht. Seine Leiche wurde nie gefunden, laut späteren Zeugenaussagen wurde sie in einem Säurefaß aufgelöst.

## Nachspiel
Gotti wurde zum Verbüßen seiner Haftstrafe ins Bundesgefängnis United States Penitentiary in Marion, Illinois gebracht. Dort saß er 23 Stunden am Tag in Einzelhaft. Auch in Haft blieb er formales Oberhaupt der Gambino-Familie, was er durch die Beförderung seines Bruders Richard zum Capo weiter festigte. Der Gambino-Clan zerfiel unter seinem gleichnamigen Sohn John A. Gotti (auch „Junior“ Gotti genannt) und seinem Bruder Peter Gotti in den 1990er-Jahren schnell und hat zwischenzeitlich kaum mehr eine Rolle in der Cosa Nostra gespielt, insbesondere als auch noch seine Brüder Richard und Peter am 13. März 2003 eine 16-jährige Haftstrafe antreten mussten. Allerdings kehrte das hochrangige Mitglied der Gambino-Familie John D’Amico nach einer langjährigen Haftstrafe nach Brooklyn zurück und galt ab 2002 – seitens des FBI – als neues Oberhaupt der Gambino-Familie und eigentlicher Nachfolger von John Gotti. Ihm gelang eine gewisse Stabilisierung der Familie.
Am 10. Juni 2002 starb John Gotti im United States Medical Center for Federal Prisoners in Springfield, Missouri, an Kehlkopfkrebs.

## Familienverhältnisse
John Gotti war einer von fünf Söhnen (Richard V., John, Gene, Peter und Vincent) des Ehepaars John Gotti, Sr. und dessen Frau Fannie, die alle Mitglieder der Cosa Nostra wurden.
So ist z. B. Richard V. Gotti (* 1942 in Brooklyn), ein jüngerer Bruder Johns, etwa seit 1962 für den Clan tätig und seit 1988 Mitglied der Familie. In der Haft versuchte John ihn als Capo durchzusetzen, um seine Position als Oberhaupt der Gambino-Familie zu festigen. Auch sein Sohn Richard G. Gotti (* 30. November 1967) gilt ab 1992 als Mitglied der Gambino-Familie, für die er mit Beginn der 1980er Jahre tätig war.
Am 13. März 2003 musste Richard V. zusammen mit seinem Sohn Richard G. und Bruder Peter Gotti eine 16-jährige Haftstrafe wegen Erpressung antreten.

## Filme und Dokumentationen
- 1994: Allein gegen die Unterwelt (OT: Getting Gotti); Fernsehfilm von CBS, in dem Gotti von Anthony John Denison dargestellt wird.
- 1996: Der Todeskuss der Cosa Nostra (OT: Iron Rules – Nach eisernen Regeln oder Gotti: The Rise and Fall of a Real Life Mafia Don) Fernsehfilm von HBO. Gotti wird von Armand Assante dargestellt.
- 1998: The Mob – Der Pate von Manhattan (OT: Witness to the Mob); Fernsehfilm von NBC. Gotti wird von Tom Sizemore dargestellt.
- 2004: Der Pate von New York (OT: Boss of Bosses); Fernsehfilm von TNT. Gotti wurde von Sonny Marinelli dargestellt.
- 2005: Die Paten in der Klemme; Dokumentarische Episode von der Dokureihe Die Mafia, über John Gotti und Salvatore „Totò“ Riina.
- 2006: Getting Gotti; Dokumentarische Episode von der Dokureihe The Final Report.
- 2008: John Gotti; Dokumentarische Episode von der Dokureihe Mobsters.
- 2010: Sinatra Club – Der Club der Gangster; Low-Budget-Film über den jungen John Gotti, der versucht, die derzeit verfeindeten Fünf Familien bei einem gemeinsamen Überfall zu vereinigen.
- 2012: Der Medienstar: John Gotti; Dokumentarische Episode von der Dokureihe Im Netz der Mafia – Die Geheimakten des FBI.
- 2014: Rob the Mob – Mafia ausrauben für Anfänger; In diesem Film wird oft Bezug auf Gotti und den großen Prozess genommen, in welchem Sammy Gravano gegen ihn aussagt.
- 2018: John Gotti: Das Erbe eines Mafioso (OT: Gotti: Godfather and Son); 4-teilige Dokureihe des Privatsenders A&E Network, über das Leben und das Umfeld von John Gotti.
- 2018: Gotti; Film über das Leben des berüchtigten Mafiosos John Gotti während seines Aufstieges und Falls in den Reihen der Gambino-Familie.
- 2018: John Gotti; Dokumentarische Episode von der Dokureihe Kingpin – Die größten Verbrecherbosse.

## Musik
In ihrem Lied King Of New York auf dem Konzeptalbum Come Find Yourself erzählen die Fun Lovin’ Criminals die Geschichte John Gottis.
Der deutschsprachige Rapper Kollegah veröffentlichte 2015 einen Song mit dem Titel „John Gotti“.